# Grb Občine Žalec
Grb Občine Žalec je upodobljen na omejenem polju zelene barve, ki je v spodnjem delu polkrožne oblike, v zgornjem delu pa zaključeno z ravno modro črto. V polju ima grb narisan stiliziran zlato rumen znak hmeljeve kobule in list, ki je obrobljen z zlato rumeno barvo.